# Конниците
„Конниците“ (на старогръцки: Ἱππεῖς (Hippeîs); атически: Ἱππῆς) е четвъртата пиеса на Аристофан. Пиесата е сатира на обществено-политическия живот в класическа Атина по време на Пелопонеската война и в това отношение е характерна за всички ранни пиеси. Конниците печели първа награда, когато е била представена в 424 г. пр. Хр.

## Сюжет
Конниците – това е сатира на политическия и социалния живот в Атина през 5 век пр. Хр., героите са взети от реалния живот. Злодеят е Пафлагонецът. А съдбата на колбасаря е да стане велик човек.

### Кратко резюме
Продавачът на колбаси, Агоракрит, съперничи с Клеон за доверието и подкрепата на Демос („народ“ на гръцки), възрастен мъж, който символизира атинските граждани. Агоракрит излиза триумфално от серия спорове и си връща славата след народа.

### Подробно резюме
Първият слуга и вторият слуга искат да избягат от къщата на господаря си, оплаквайки се от побой, който току-що са получили, и проклеват своя колега роб, Пафлагонеца, като причина за всичките техни проблеми. Те информират аудиторията, че той измамва доверието на Демос със своите ласкателства и го обвиняват в злоупотреба с привилегированата му позиция във връзка с изнудване и корупция. Нямат идея как да решат проблемите си и затова се напиват с вино, което ги вдъхновява за смела кражба – комплект от оракули, които Пафлагонецът не е позволявал на никого да види. Научават, че той е един от няколкото улични търговци, на които е писано да управляват Полиса и че съдбата му ще бъде заменена от колбасарин. В този момент слугите виждат колбасар и го викат при себе си. Разказват му какво са видели в оракулите, информират го за съдбата му. Колбасаринът не е убеден в началото, но Първият слуга му посочва десетки хиляди хора в театъра и му казва, че уменията му на продавач са всичко, от което се нуждае, за да ги управлява. Междувременно подозренията на Пафлагонеца са били възбудени и той се втурва в търсене на неприятности. Веднага открива липсата на най-ценното му и обявява на висок глас пред другите за държавна измяна. Първият слуга призовава хора на конниците на Атина. Приближават се до Пафлагонеца под военно формирование под инструкции от своя лидер:
| „ | Удряй, удряй негодяя, тоя коннически враг, мръсен сделкаджия, бездна, хищен, ненаситен звяр, тоя негодяй негоден! Сто пъти ще го река! Да, защото е негодник многократно всеки ден. Хайде, удряй го, гони го, нападни го и го смай, Отвратен от него викай и напирай – като нас! Гледай да не ти избяга, знае пътищата той, По които бе избягал право в триците Евкрат! | “ |

Пафлагонецът се поддава на грубата манипулация и лидерът на хора го обвинява в манипулиране на политическата и правната система за лично облагодетелстване. Пафлагонецът приканва публиката за помощ, но хорът призовава колбасаря да го надвика. Следва скандал между Пафлагонеца и колбасаря с вулгарно самохвалство и тщеславни заплахи и от двете страни, тъй като всеки се стреми да докаже, че той е по-безсрамен и безскрупулен оратор от другия. Конниците подкрепят колбасаря и го провъзгласяват за победител в спора и Пафлагонецът се втурва към Съвета, за да денонсира обвинение в държавна измяна. Колбсарят тръгва в преследване, а Първият слуга му дава масло да си намаже шията, за да се измъкне по-лесно от злодея и му дава заръки, някои от които да се върне, отхапвайки брадата му. Тук действието се забавя, парабазата, по време на която хорът прави стъпка напред, за да говори от името на автора.
Конниците изнасят реч във възхвала на по-възрастното поколение, мъжете, които правят Атина известна и това е последвано от реч във възхвала на конете, които се представят геройски, гребейки в галантен стил.
Връщайки се на сцената, колбасарят докладва на конниците за битката му с Пафлагонеца за контрол на Съвета – той е наддал повече от Пафлагонеца за подкрепата на съветниците. Възмутен от поражението си, Пафлагонецът се втурва на сцената и предизвиква колбасаря да представят своите различия на Демос. Продавачът приема предизвикателството. Те извикват Демос на открито и се конкурират помежду си ласкателно като съперници за любовта на един ероменос. Той се съгласява да чуе обсъждането на различията им и да реши кой от двамата го почита повече. Колбасарят казва, че той е свалил цената на силфиума така, че когато съдебните заседатели го подкупят да се задушат взаимно с тяхното отделяне на газове. Пафлагонецът губи дебата, но не губи надежда и има два други спора, в които се конкурира с колбасаря за любимец на Демос. Продавачът на колбаси печели всеки спор от предизвикателството на Пафлагонеца в безсрамие. Пафлагонецът прави едно последно усилие, за да запази привилегированото си положение в Съвета – той притежава оракул, който описва своя наследник и поставя под съмнение колбасаря дали той отговаря на всички вулгарни подробности, които оракулът описва. Продавачът съвпада с описанието. В трагичната ужас, Пафлагонецът накрая приема съдбата си и предава властта на Колбасаря. Демос пита продавача за името му и той съобщава, че се казва Агоракрит.
В малката парабаза конниците от хора ни съветват, че Агоракрит е почтен и така могат да се подиграят на непочтените хора. Започват да се подиграват на Арифрад, атинянин с извратен апетит към женски секрет. Той има брат – Аригнот, който е пълна противоположност на Арифрад. След това разказват за триерите, които са били поискани за войната с Картаген, но отказали, защото пътуването е било предложено от Хиперболус – човек, който те презират.
Тогава Агоракрит се завръща на сцената, призовавайки за уважително мълчание и обявява за новото щастие – то е расиво момиче подмладеният Демос. Сега той живее в старинна Атина, теменуговенчана Атина. Агоракрит дарява на своя господар Примирие – красиво младо момиче, което Пафлагонецът е скрил от Демос. Демос кани Агоракрит в Пританейона на мястото на „злосторникът“. А Пафлагонецът е наказан да продава „салами сам“, „размесва кучешко с магарешко“, „пиян да се ругае с курвите“ и да пие „мръсната вода в баните“. Това е справедливото наказание за него.

## Историческа справка
Някои значими събития, довели до създаването на пиесата:
- 432 г. пр.н.е.: Мегарианското постановление слага търговска забрана на Атина срещу съседния полис Мегара. Пелопонеската война започва скоро след това.
- 430 г. пр.н.е.: Чумата в Атина довежда до смъртта на хиляди атиняни, включително водещи граждани като Перикъл.
- 427 г. пр.н.е.: Аристофан прави първата си пиеса в град Дионисис. Клеон предлага законопроект който предвещава жестока разправа срещу бунтовния атински съюзник Митилини, включително поробването на всичките му жени и деца; законопроектът е отменен на следващия ден. Имало е повтаряне на чумата около това време.
- 426 г. пр.н.е.: Вавилонците печелят първата награда в град Дионисий. Клеон наказва с преследване младия драматург за оклеветяване на Полиса в присъствието на чужденци.
- 424 г. пр.н.е.: Аристофан печели първа награда на фестивала Леная с „Конници“.

## Клеон, Аристофан и конниците
Политическата кариера на Клеон, който в пиесата е Пафлагонецът, е на основата на противопоставянето му на предпазливата стратегия за война на Перикъл и неговият връх идва при победата при Сфактерия, за което е почитан от по-голямата част от своите съграждани. Аристофан прави много обвинения срещу Клеон – някой комични, а други сериозни. Присмива се на Клеон за съмнителния му произход, но надписи показват, че социалните корени на демагози като Клеон не са толкова неясни, както Аристофан и други комични поети са се опитали да ги направят. Изглежда той използва съдилищата за политически и лични цели, но е възможно да не е бил нито користен, нито корумпиран. Конниците (гражданите, които са достатъчно богати, че да притежават коне) са естествени съюзници на комикс-поета срещу популист като Клеон. Пиесата обвинява Клеон за манипулиране на преброителните списъци за налагане на парализиращи финансови тежести за избора му на жертвите.

### Местата и хората, посочени вКонници
Старите комедия е много актуална форма на драма, комикси и нейното значение често е замаскирано от няколко препратки към съвременните новини, клюки и литература.
Забележка: Пафлагонеца тук го наричат с истинското му име, Клеон.

#### Места
- Пилос: залив в Пелопонес, затворен от остров Сфактерия.
- Пафлагония: област в съвременна Турция – временно е родното място на Клеон, тъй като той е кръстен на него.
- Хаония: район в северозападна Гърция.
- Циклоборус: планински приток в Атика – образът на гласът на Клеон.
- Картаген: финикийски град, който бележи западната граница на атинското влияние; източната граница е белязана от Кария.
- Халкидика: район в северно Егейско море, който е бил под атински контрол. По ирония на съдбата Клеон загива тук, водейки военна кампания, за да потуши бунта на тази територия.
- Пританейон: Древният еквивалент на кметство.
- Милет: Един от главните градове на Йония, той е известен със своята риба. Клеон се представял задушаване на пържена сепия, докато наблюдава подкуп от Милет.
- Потидея: бунтовен град в Халкидика.
- Беотия: северната съседка на атиняните, но съюзник на Спарта. Клеон обвинява Агоракритус на производството на сирене с беотиняните.
- Аргос: Пелопонеската държава, тя е останала неутрална до края на войната.
- Коринт: Пелопонески район, който е бил нападнат от морски пехотинци под командването на Нициас. Поведението на конете тук е похвално. Коринт се споменава отново в две късни пиеси.
- Пникс: Хълмът, на който атинските граждани са се събрали, за да обсъдят държавните въпроси (стих 749 – 55).
- Маратон: Име, което внушава патриотична гордост и уважение към старите начини (стих 781, 1334).
- Аркадиа: диви горски пущинаци в самото сърце на територията на врага.
- Екбатана: Седалището на персийските царе, предсказано е в оракул да бъде мястото, където Демос някой ден ще седне в съд (линия 1089). Екбатана се споменава отново в две други пиеси.
- Тезейон: Храм и безопасно убежище за бегълци, това е мястото, където корабите на атинската флота смятат да избягат от Хиперболус.

##### Атински генерали и политици
- Клеон, Нициас и Демостен: виж дискусия
- Фемистокъл: Визуален лидер на Атина по време на персийски войни, той се споменава и като ролеви модел за самоубийство (ред 84), като смешен еталон на собственото величие на Клеон (812 – 19)
- Еукратес: Продавач на коноп, който е един от серия популистки лидери, посочен в оракулите на Клеон (ред 129), той, както казват, е скрит в купчина трици (254).
- Перикъл: Той е сред най-известните атински лидери; обвинен е за началото на Пелопонеската война; получава слаба похвала в пиесата като някой, който никога не е крадял, за разлика от Клеон (стих 283). Споменава се в още две пиеси.
- Хиперболус: Сътрудник на Клеон; неговата роля в пиесата е човек, който се опитва да купи любовта на Демос (стих 739) и е презрян от съдилищата (1304, 1363).

#### Религиозни, културни, исторически и чужди гражданства
- Сбили: митична гадателка, чиито пророчества са били широко разпространени в Атина, тя се счита за една от идиотските мании на Демос. (стих 61).
- Бакис: друг пророк, чиито пророчества не не са оценени от Клеон.
- Пития: известният Делфийски оракул; тя прогнозира триумфа на колбасарина в началото на играта (ред 220) и нейните думи потвърждават, че Клеон ще загуби в края на играта (1229, 1273).
- Хипас: тиранин от Атина, чиято жена Myrsina тук се произнася Byrsina ('кожа').
- Медес: Азиатски, хора, свързани с персите.
- Пеплос: свещен център на фестивала Panathenaea.
- Гармодия: известния тираноубиец и атински герой;
- Ерехтея: митичният цар на праисторическа Атина, името му се използва като третичния Демос при четене на оракул (ред 1022). Кекропс, още един легендарен цар на Атина, описан в същия дух.

## Дискусия
Двойственото значение на пиесата като сатира/алегория води до амбивалентности своите героите.

Агоракрит – Чудотворец и/или продавач на колбаси: главният герой с противоречив характер. В сатирически контекст той, който трябва да преодолее несигурността в себе си, да не се поддава на Пафлагонеца като популистки оратор, той е богоподобен, изкупителната фигура в алегорията. Появата му в началото на играта не е просто съвпадение, а е божи дар (ката теон, ред 147), той приписва на своята победа на Зевс, бог на гърците (1253), и сравнява себе си с Бог в края (1338). Той демонстрира прекрасни способности в неговото единение на народа.

Клеон или Пафлагонецът: антагонист – това е още един двусмислен герой – той е истински човек, Клеон, и комично чудовище – Пафлагонецът. Бащата на Клеон се споменава, но не се споменава за отношенията му с Пафлагонеца. Името 'Пафлагонец' означава, че е от чужд произход и казва, че той е внук на чуждестранни наемници. Въпреки това, оракулът се отнася до Пафлагонецът като пазач на Атина (Kuon или куче, линия 1023) и Kuon е всъщност прякор на Клеон. В първата половина на дискусията на Пникс (линия 756 – 835) има редица сериозни обвинения, които са ясно насочени към Клеон. От друга страна, през втората половина на дискусията (линия 836 – 940) има обвинения, които са насочени към доста комичен злодей.

Двамата слуги: Двама слуги са изброени като Демостен и Нициас в древните ръкописи. Вероятно се основават на догадки от древните критици и все пак няма съмнение, че те отразяват намеренията на Аристофан. Демостен призовава хор от конници, както ако той е бил генерал, командир на кавалерията. Нициас и Демостен не са второстепенни фигури в атинския политически живот. Публиката е оставена в неведение за това как Нициас се чувства в края.

## Конниците и старата комедия
Конници – една от най-ранните оцелели пиеси на Аристофан като цяло е подчинена на конвенции на старите комедии. Има значителни вариации в тази част:
- Агон: симетрична сцена, в която се провежда дискусия в дълги опашки, като обикновено анапест. В някои случаи обаче анапестът се използва за означаване на аргументи за това, че поетът иска да бъдат взети на сериозно, докато ръкописа се използва, за да се зададат аргументи, не трябва да се приема сериозно. Примери за това са „Облаци“ (линия 949 – 1104) и „Жаби“ (линия 895 – 1098). Агонът „Конници“ е още един пример. Той е под формата на дискусия между Клеон и продавача на колбаси.
- Заключителни епизоди: това е характерно за агона в резултат на победа на главния герой и след това играта става фарс; антиклимакс се характеризира с идващи и отиващи си „нежелани посетители“.
- Exodos (заминаването): Старата комедия е с щастлив край, когато завършва с финална песен по повод на отпътуване. Няма такава песен на „Конниците“, но не е изключено, че може да е загубена в предаването на древни ръкописи.

Малки промени включват:
Пролог: Други пиеси на Аристофан започват спокойно, със символи, седнало, легнало или изправено положение. Тази пиеса започва с изключително драматичен запис – двама герои, които спорят на сцената. Прологът тук е доста условен.

Изложение: Необичайно бързо влизане в действието.

Симетрична сцена: Старата комедия има много сцени, в които две части са подобни една на друга, на метър и дължина. Тази пиеса е симетрична фигура в друга симетрична сцена.

Парабаза: това е обичайното за хора от конници; достига до аудитория, докато актьорите са зад кулисите и, като цяло, има две такива парабази – една в средата и втората – късно в играта. В „Конниците“ се илюстрират тези конвенции, но пиесата също така предоставя тематична връзка между първата и втората парабаза.

## Превод
Преводът на пиесата от старогръцки на български език е направен от проф. д-р Александър Ничев.